# Patrick Barré
Patrick Barré (ur. 12 kwietnia 1959 w Houilles) – francuski lekkoatleta (sprinter), medalista olimpijski z 1980 i mistrz Europy juniorów z 1977. Jego brat bliźniak Pascal był również sprinterem, który często startował razem z Patrickiem w biegach sztafetowych.

## Kariera sportowa
Na mistrzostwach Europy juniorów w 1977 w Doniecku Patrick Barré zwyciężył w sztafecie 4 × 100 metrów (biegła w składzie: Pierrick Thessard, Hermann Panzo, Patrick Barré i Pascal Barré), a w biegu na 200 metrów zajął 5. miejsce.
Zajął 4. miejsce w sztafecie 4 × 100 metrów (w składzie: Patrick Barré, Pascal Barré, Lucien Sainte-Rose i Panzo) na mistrzostwach Europy w 1978 w Pradze, a w biegu na 200 metrów odpadł w eliminacjach.
Zdobył brązowy medal w sztafecie 4 × 100 metrów na igrzyskach olimpijskich w 1980 w Moskwie (sztafeta biegła w składzie: Antoine Richard, Pascal Barré, Patrick Barré i Panzo).
Na mistrzostwach Europy w 1982 w Atenach zajął 6. miejsce w biegu na 200 metrów, a sztafeta 4 × 100 metrów w składzie: Richard, Barré, Bernard Petitbois i Hermann Lomba zajęła 7. miejsce w finale. 
Odpadł w ćwierćfinale biegu na 200 metrów na mistrzostwach świata w 1983 w Helsinkach. Również odpadł w ćwierćfinale biegu na 200 metrów na igrzyskach olimpijskich w 1984 w Los Angeles.
Na światowych igrzyskach halowych w 1985 w Paryżu odpadł w półfinale biegu na 200 metrów. Wystąpił w sztafecie 4 × 400 metrów na mistrzostwach świata w 1987 w Rzymie, ale drużyna Francji odpadła w półfinale.
Zajął 7. miejsce w sztafecie 4 × 400 metrów (w składzie: Christoph Zapata, Stéphane Diagana, Barré i Olivier Noirot na mistrzostwach Europy w 1990 w Splicie.
Był wicemistrzem Francji juniorów w biegu na 200 metrów w 1977, a wśród seniorów mistrzem w biegu na 200 metrów w 1981 oraz w biegu na 400 metrów w 1988, a także wicemistrzem w biegu na 200 metrów w 1980, 1982 i 1983. Był również halowym mistrzem Francji na 200 metrów w 1984 i wicemistrzem w 1985.
Rekordy życiowe Patricka Barré:
| Konkurencja        | Data i miejsce            | Wynik |
| ------------------ | ------------------------- | ----- |
| bieg na 100 metrów | 16 lipca 1983, Hawr       | 10,49 |
| bieg na 200 metrów | 16 sierpnia 1981, Zagrzeb | 20,60 |
| bieg na 400 metrów | 24 lipca 1988, Font-Romeu | 45,65 |